# Saint-Étienne-sur-Loire
Saint-Étienne-sur-Loire est une ancienne commune de la Loire, qui a existé de manière éphémère, voire de façon seulement théorique, en 1969.
Cette commune a été créée par la fusion des communes de Saint-Étienne et de Saint-Victor-sur-Loire sous l'appellation « Saint-Étienne-sur-Loire », décidée par un décret daté du 9 octobre 1969 et publié au Journal officiel du 17.
Ce même 17 octobre 1969, un arrêté préfectoral décide la fusion des communes de Saint-Étienne-sur-Loire et de Terrenoire sous l'appellation simple de « Saint-Étienne », avec effet de la fusion au 1er janvier 1970.
Selon les interprétations, l'appellation de « Saint-Étienne-sur-Loire » était déjà caduque quand l'appellation de « Saint-Étienne » a été décidée, et n'a donc jamais été utilisée ; ou bien cette appellation n'a eu cours que pendant les trois derniers mois de 1969, jusqu'à la fusion effective au 1er janvier 1970,,,.